# Thurman E. Anderson

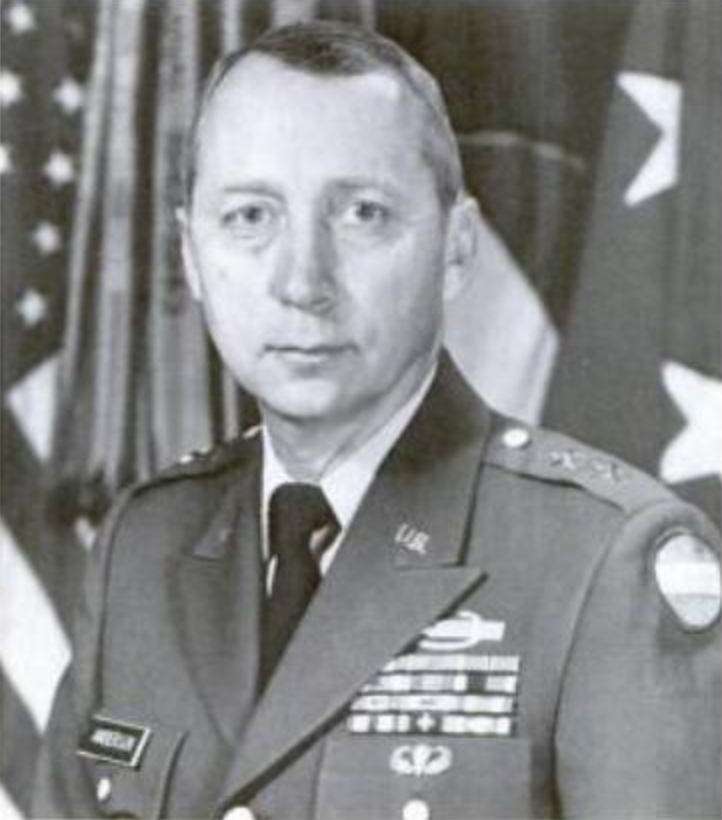
Thurman Anderson

Thurman Eugene Anderson (* 2. Juni 1932 in Glennville, Tattnall County, Georgia) ist ein pensionierter Generalmajor der United States Army. Er war unter anderem Kommandeur der 3. Panzerdivision.
Thurman Anderson ist ein Sohn von John Thurman und dessen Frau Myrtice Girardeau. Über das ROTC-Programm des North Georgia Colleges gelangte er im Jahr 1953 als Leutnant in das Offizierskorps des US-Heeres. In der Armee durchlief er anschließend alle Offiziersränge vom Leutnant bis zum Zwei-Sterne General.
Im Lauf seiner militärischen Karriere absolvierte Anderson verschiedene Kurse und Schulungen. Dazu gehörten unter anderem der Officer Basic Course, der Officer Advanced Course, das Command and General Staff College (1967) und das United States Army War College (1973). Außerdem erhielt er im Jahr 1968 einen akademischen Grad von der Syracuse University.
In seinen jüngeren Jahren absolvierte er den für Offiziere in den niederen Rangstufen üblichen Dienst in unterschiedlichen Einheiten und Standorten. Dazu gehörten auch Aufgaben als Stabsoffizier in verschiedenen Hauptquartieren. Anderson kommandierte militärische Einheiten auf vielen Ebenen bis hin zum Divisionskommandeur.
Ab 1973 übte er Tärtigkeiten im höheren Offiziersbereich aus. So war er unter anderem Leiter der Haushaltsabteilung (Chief Budget Division) beim United States Army Training and Doctrine Command in Fort Monroe in Virginia. Anschließend kommandierte er in Deutschland eine Brigade der 1. Panzerdivision. Später wurde er Stabschef dieser Division. Danach wurde er nach Fort McPherson in Georgia versetzt, wo er Stabsoffizier beim dort ansässigen United States Army Forces Command wurde. Dort leitete er unter anderem die Stabsabteilung für Finanzverwaltung (Deputy Chief of Staff Comptroller).
Es folgte eine weitere Versetzung nach Deutschland, wo er zunächst dem Stab der 2. Panzerdivision angehörte. Zwischen Februar 1982 und März 1984 kommandierte er die ebenfalls in Deutschland stationierte 3. Panzerdivision. Ebenfalls ab 1982 war Anderson Mitglied im United States Army General Officer Selection Board, das für die Auswahl zukünftiger Generäle des US-Heeres zuständig war.
In der Folge geriet Thurman Anderson im Zusammenhang mit Berufungsverfahren gegen Militärurteile wegen Drogenmissbrauchs in die Schlagzeilen. Ihm wurde vorgeworfen als Kommandeur der 3. Panzerdivision in 125 Fällen durch öffentliche Reden Zeugenaussagen beeinflusst bzw. verhindert zu haben. Dadurch kam es zu Wiederaufnahmen einiger Verfahren. Die Armeeführung gestattete Anderson trotz der gegen ihn erhobenen Vorwürfe in den Ruhestand zu gehen.

## Orden und Auszeichnungen
Thurman Anderson erhielt im Lauf seiner militärischen Laufbahn unter anderem folgende Auszeichnungen:
- Army Distinguished Service Medal
- Legion of Merit
- Bronze Star Medal
- Meritorious Service Medal
- Army Commendation Medal